# Alophe (Gattung)
 Alophe  ist eine ausgestorbene Gattung der Primaten, die während des frühen Miozäns in Ostafrika vorkam. In Kenia entdeckte Fossilien, die zu dieser Gattung gestellt wurden, stammen der 2019 publizierten Erstbeschreibung zufolge aus Sedimentschichten, die rund 22 Millionen Jahre alt sind. Die einzige bislang beschriebene Art der Gattung und zugleich deren Typusart ist Alophe metios.

## Namensgebung
Alophe ist ein Kunstwort. Die Bezeichnung der Gattung ist abgeleitet vom griechischen Wort λόφος (altgriechisch ausgesprochen lóphos: Joch, im Sinne einer länglichen Vertiefung auf den Kauflächen der großen Backenzähne) und dem Präfix „a-“ (ohne). Das Epitheton der Typusart, Alophe metios, verweist auf Metis, die erste Geliebte des Zeus in der griechischen Mythologie. Als Begründung für die Wahl des Epithetons heißt es in der Erstbeschreibung: „Metis wurde wegen ihrer Prophezeiung gefürchtet, sie werde Nachkommen hervorbringen, mächtigere als deren Vater.“
Die Fossilien waren im März 2019 zunächst der Gattung Alophia zugeordnet worden. Nachdem die Forscher bemerkt hatten, dass diese Bezeichnung 1893 bereits für einen Schmetterling vergeben worden war, korrigierten sie im Juni 2019 den Namen in Alophe.

## Erstbeschreibung
Als Holotypus der Gattung und zugleich der Typusart Alophe metios wurde in der Erstbeschreibung das Fragment eines Unterkiefers mit vier erhaltenen rechten Backenzähnen (Prämolar 4 bis Molar 3) aus der Fundstelle TOP-01 ausgewiesen (Sammlungsnummer KNM-NW 49735). Als Paratypen wurden in der Erstbeschreibung zwei kleinere, linke Unterkiefer-Bruchstücke mit drei bzw. zwei erhaltenen Backenzähnen (P3-M1, M2–M3) von den Fundstellen TOP-69 und TOP-73 beigegeben.
Alle drei Fundstücke werden in den National Museums of Kenya verwahrt (früher: Kenya National Museum), daher die Kennung KNM; NW verweist auf den Fundort Nakwai westlich des Turkana-Sees.

## Alter und Merkmale
Für das Typusexemplar wurde ein Alter von 21,9 Millionen Jahren berechnet, für die beiden Paratypen 22,0 bzw. 22,2 Millionen Jahre. Die Gattung Alophe lebte folglich in einer Epoche, aus der bislang nur 19 Millionen und 25 Millionen Jahre alte Fossilien von frühen Altweltaffen nachgewiesen worden waren, sie schließt somit eine bislang bestehende Lücke im Fossilbericht der Primaten Ostafrikas. Alophe war laut Erstbeschreibung kleinwüchsiger als die etwas ältere Gattung Nsungwepithecus.
Ein auffälliges Merkmal, das Alophe von Affen aus jüngeren Epochen unterscheidet, ist das namensgebende Fehlen von länglichen Vertiefungen (der Lophen) auf den Kauflächen der Backenzähne. Ihnen fehlt die für jüngere Arten der Meerkatzenverwandten charakteristische Bilophodontie, das heißt, Alophe besitzt noch keine vorderen und hinteren Höckerpaare, die durch ein Querjoch verbunden sind; dieser spezielle Bau der Backenzähne jüngerer Arten gilt als ein Schlüsselmerkmal für den evolutiven Erfolg der Meerkatzenverwandten, das seit 19 Millionen Jahren nachweisbar ist. Der Zahnbau von Alophe wird interpretiert als Beleg für eine Spezialisierung auf relativ harte Nahrung, bestehend zum Beispiel aus den Samen von Früchten, während jüngere Arten sich stärker vom Laub der Bäume ernährten und insgesamt eine abwechslungsreichere Nahrung aßen.

## Anmerkung
1. ↑  David Tab Rasmussen war bereits im August 2014 verstorben und wurde postum, in Anerkennung seiner wissenschaftlichen Leistungen, als Erstautor der Erstbeschreibung ausgewiesen.

## Belege
1. 1 2  David Tab Rasmussen, Anthony R. Friscia, Mercedes Gutierrez, John Kappelman, Ellen R. Miller, Samuel Muteti, Dawn Reynoso, James B. Rossie, Terry L. Spell, Neil J. Tabor, Elizabeth Gierlowski-Kordesch, Bonnie F. Jacobs, Benson Kyongo, Mathew Macharwas, Francis Muchemi: Primitive Old World monkey from the earliest Miocene of Kenya and the evolution of cercopithecoid bilophodonty. In: PNAS. Band 116, Nr. 13, 2019, S. 6051–6056, doi:10.1073/pnas.1815423116, Zugang zum Volltext.
2. ↑  Correction for Rasmussen et al., Primitive Old World monkey from the earliest Miocene of Kenya and the evolution of cercopithecoid bilophodonty. In: PNAS. Band 116, Nr. 24, 2019, S. 12109, doi:10.1073/pnas.1907208116.
3. ↑  Tooth fossils fill 6-million-year-old gap in primate evolution. Auf: eurekalert.org vom 14. Mai 2019.